# تلور (مقاطعة بندر غز)
تلور (بالفارسية: تلور) هي مستوطنة تقع في إيران في قسم لیوان الريفي. يقدر عدد سكانها بـ 1,173 نسمة .